# Syngonanthus quadrangularis
Syngonanthus quadrangularis är en gräsväxtart som beskrevs av Silveira. Syngonanthus quadrangularis ingår i släktet Syngonanthus och familjen Eriocaulaceae. Inga underarter finns listade i Catalogue of Life.